# Neobisium sylvaticum
Espèce
Synonymes
- Obisium sylvaticum C. L. Koch, 1835
- Obisium dumicola C. L. Koch, 1835
- Obisium walckenaerii Théis, 1832
- Obisium elimatum C. L. Koch, 1839
- Obisium dubium C. L. Koch, 1843
- Obisium dumicola nitidum Daday, 1888
- Neobisium sylvaticum inaculeatum Hadži, 1939

Neobisium sylvaticum est une espèce de pseudoscorpions de la famille des Neobisiidae.

## Distribution
Cette espèce se rencontre au Portugal, en Espagne, en France, en Allemagne, en Pologne, en Slovaquie, en Tchéquie, en Autriche, en Suisse, en Italie, en Slovénie, en Croatie, en Bosnie-Herzégovine, au Monténégro, en Albanie, en Serbie, en Hongrie, en Ukraine, en Moldavie, en Roumanie, en Bulgarie, en Grèce, en Turquie, en Géorgie et en Arménie.

## Systématique et taxinomie
Cette espèce a été décrite sous le protonyme Obisium sylvaticum par C. L. Koch en 1835. Elle est placée dans le genre Neobisium par Beier en 1932 qui dans le même temps place Obisium elimatum, Obisium dubium et Obisium dumicola nitidum  en synonymie.
Obisium walckenaerii a été placée en synonymie par Beier en 1929.
Obisium dumicola a été placée en synonymie par Beier en 1963.
Neobisium sylvaticum inaculeatum a été placée en synonymie par Schawaller en 1989.

## Publication originale
- C. L. Koch, 1835 : Deutschlands Crustaceen, Myriapoden und Arachniden. Regensberg.